# Кухранг (шахрестан)
Кухра́нг (перс. شهرستان کوهرنگ‎) — одна из 6 областей (шахрестанов) иранской провинции Чехармехаль и Бахтиария. Административный центр — город Чельджерд.
В состав шахрестана входят районы (бахши):
- Меркези (центральный) (بخش مرکزی)
- Базафт (بخش بازفت)

Население области на 2006 год составляло 33 468 человек.

## Населённые пункты

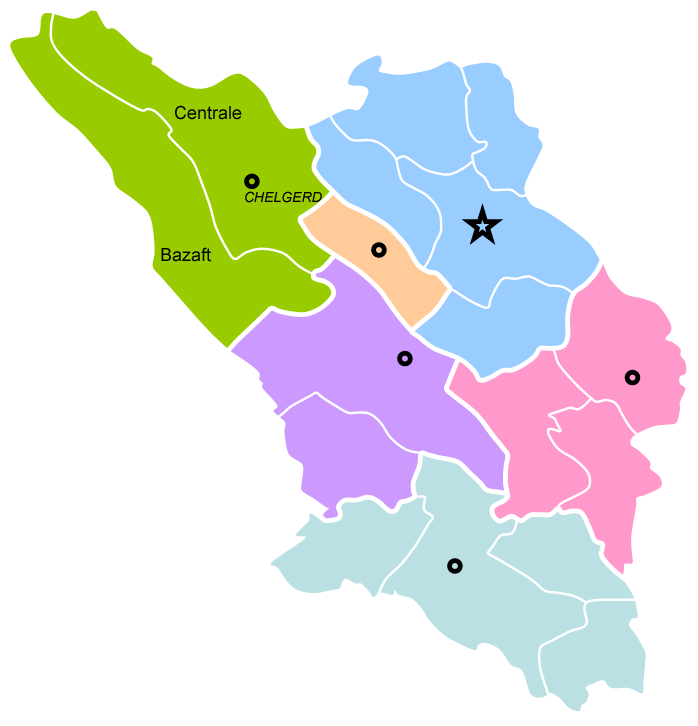
Административное деление провинции Чехармехаль и Бахтиария

| Русское название | Оригинальное название (фарси) | Население, чел. (2006) |
| ---------------- | ----------------------------- | ---------------------- |
| Чельджерд        | چلگرد                         | 2 708                  |
| Сер-Ака-Сейед    | سراقاسيد                      | 1 360                  |
| Денау-йе-Олиа    | ده نوعليا                     | 910                    |
| Чемкале          | چم قلعه                       | 891                    |
| Хуйе             | خويه                          | 855                    |